# Stroomonthoofding

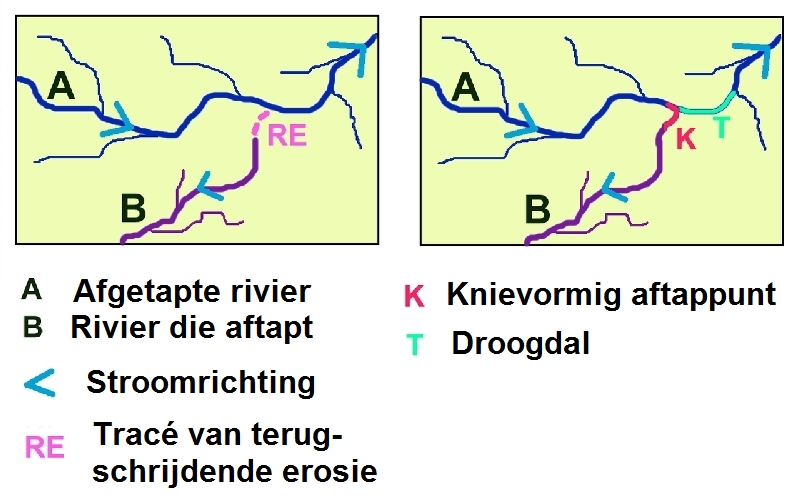
Schema van het proces van rivieronthoofding

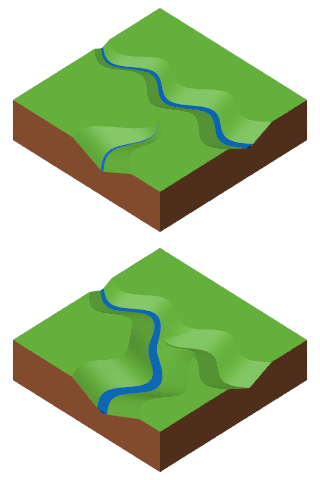
Blokdiagram

Onthoofding bij een rivier is het aftappen van de ene rivier door de andere, als gevolg van achterwaartse (terugschrijdende) erosie. Als de lopen van twee rivieren elkaar raken, zal het water afstromen naar de rivier waarvan de bedding het grootste verhang (verval per km) vertoont. 
Tektonische bewegingen, waardoor bepaalde gebieden iets hoger of lager komen te liggen dan andere in de nabijheid gelegen gebieden, spelen doorgaans een belangrijke rol hierbij.

## Een klassiek voorbeeld van rivieronthoofding
De Rijn is een rivier die groot geworden is door veelvoudige onthoofding in de laatste paar miljoen jaar (Plioceen, Pleistoceen en Holoceen). Als grote rivier is de Rijn dus nog relatief jong.
De benedenloop van de Rijn (de Duitse Niederrhein) ontsprong oorspronkelijk bij het Westerwald, misschien was de Lahn toen zijn bovenloop. Het deel van de Rijn tussen Mainz en Koblenz bestond toen nog niet. De Main stroomde door de Boven-Rijnse Laagvlakte tussen Zwarte Woud en Vogezen naar het zuiden, boog vervolgens tezamen met de Aare naar het westen en samen mondden ze via de Doubs uit in de Rhône. Door rivieronthoofding slaagde de Rijn erin het water van beide rivieren (eerst de Main, daarna de Aare) naar zijn eigen stroomgebied om te leiden.
Een volgend "stout staaltje" was het "kapen" van de Moezel door de Meurthe, een zijrivier van de Rijn. Dit gebeurde in het Saalien (Pleistoceen). Oorspronkelijk was de boven- en middenloop van de Moezel een zijrivier van de Maas.
Tot slot slaagde de Rijn (of Aare) er - via rivieronthoofding - in om de huidige Alpenrijn, het deel van de Rijn stroomopwaarts van het Bodenmeer, in zijn eigen stroomgebied af te leiden. Oorspronkelijk was de Alpenrijn een zijrivier van de Donau. Tegenwoordig wordt de tak via het Bodenmeer als de hoofdstroom van de Rijn beschouwd en niet de Aare. Door het steile verhang ter plekke kon de Rijn later ook nog de Wutach van de Donau kapen. Dit zou gebeurd zijn tijdens het Holsteinien.

## Een onvolledige stroomonthoofding
In Zuid-Amerika is er een merkwaardige stroom, de Casiquiare, die de stroomgebieden van Amazone en Orinoco met elkaar verbindt. De Casiquiare stroomt van de Orinoco naar de Rio Negro, een van de voornaamste zijrivieren van de Amazone. De Casiquiare tapt echter maar een klein deel van het water van de Orinoco af, zodat niet van een echte stroomonthoofding kan worden gesproken, maar eerder van een bifurcatie.

## Een mogelijke rivieronthoofding in India
In Indiase mythen wordt gesproken over de voormalige rivier Sarasvati, die door sommige moderne deskundigen gelijk wordt gesteld aan de Ghaggar-Hakra. Er bestaan veel aanwijzingen dat deze thans kwijnende waterloop vóór ca. 2.000 voor Chr. veel meer water heeft vervoerd dan thans het geval is. Ook bevindt zich een groot aantal nederzettingen van de Indusbeschaving langs de oevers van deze waterloop. Vermoed wordt dat enkele stromen in de bovenloop van het stroomgebied van de Ghaggar-Hakra zijn afgeleid naar de Ganges, waarbij de onthoofding het werk was van een zijrivier daarvan, de Yamuna.

## Andere rivieronthoofdingen
- Onthoofding van de Aire door de Aisne (Frankrijk) bij Saint-Juvin. Het restant van de voormalige benedenloop van de Aire is de Bar, die vandaag door een overgedimensioneerd dal stroomt.
- Dubbele onthoofding van de "oude" Warche die via het dal van de Eau Rouge stroomde, door de "Malmédy"-Warche. Eerst werd de bovenloop van de Warche gecapteerd bij Bévercé-dorp, daarna ook de Trô Maret.
- Onthoofding van een deel van het stroomgebied van de Wabash rivier (St. Josephs River en St. Marys River) door de meer erosieve Maumee River bij Fort Wayne (Verenigde Staten).
- Voor de aantapping door de benedenloop van de Niger stroomde de huidige bovenloop van de Niger naar een endoreïsch bekken ten oostnoordoosten van Timboektoe.
- Rivieronthoofding door karst: de Donauversinkung die zich momenteel ontwikkelt in Duitsland, kan mogelijk leiden tot een onthoofding van het hoogste deel van de bovenloop van de Donau door de Radolfzeller Aach, een rivier van de Rijn.